# Saint-Aulaye
 Saint-Aulaye ist eine Ortschaft und eine ehemalige französische Gemeinde mit 1.355 Einwohnern (Stand: 1. Januar 2022) im Département Dordogne in der Region Nouvelle-Aquitaine. Sie gehörte zum Arrondissement Périgueux und zum Kanton Montpon-Ménestérol.
Mit Wirkung vom 1. Januar 2016 wurden die früheren Gemeinden Saint-Aulaye und Puymangou zu einer Commune nouvelle namens Saint Aulaye-Puymangou zusammengelegt. Die ehemaligen Gemeinden verfügen in der neuen Gemeinde über den Status einer Commune déléguée. Der Verwaltungssitz befindet sich im Ort Saint-Aulaye.

## Geografie
Saint-Aulaye liegt knapp an der Grenze zum benachbarten Département Charente in der Region Poitou-Charentes. Der Ort liegt am linken Ufer der Dronne, an der Einmündung seines Nebenflusses Rizonne.
Nachbargemeinden von Saint-Aulaye waren Bonnes im Norden, Saint-Privat-des-Prés im Nordosten, Saint-Vincent-Jalmoutiers im Osten, Servanches im Südosten, La Roche-Chalais im Südwesten, Puymangou im Westen, sowie Les Essards und Chenaud im Nordwesten.

## Bevölkerungsentwicklung
| Jahr      | 1962 | 1968 | 1975 | 1982 | 1990 | 1999 | 2010 |
| Einwohner | 1356 | 1379 | 1398 | 1524 | 1531 | 1397 | 1360 |

## Sehenswürdigkeiten
- Mauern der Bastide aus dem 13. Jahrhundert
- Kirche Sainte-Eulalie (12. Jahrhundert, Monument historique)
- Schloss Saint-Aulaye (13./19. Jahrhundert)
- Trappistinnen-Abtei N. D. de Bonne-Espérance (19. Jahrhundert; in Echourgnac)

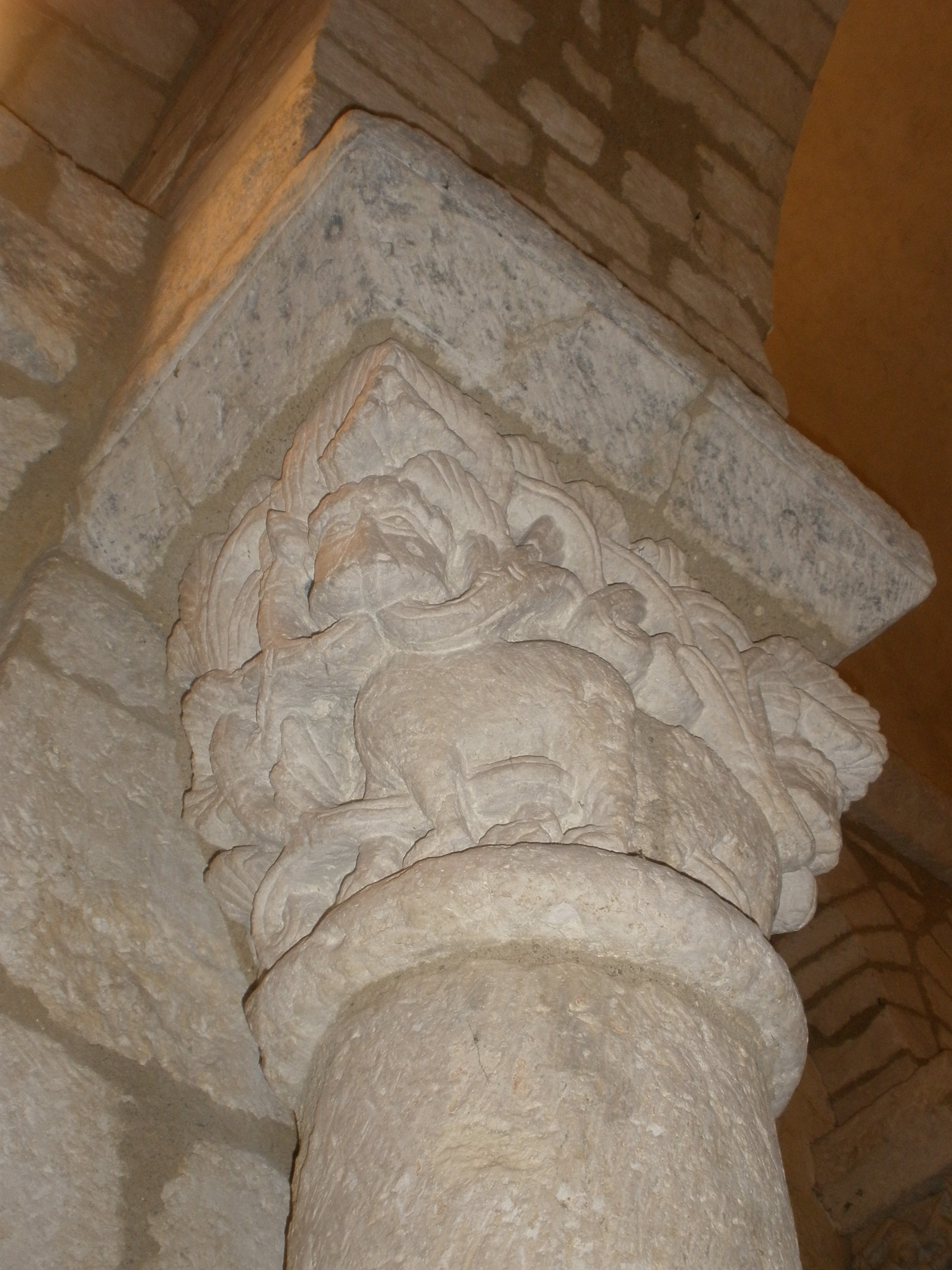
Kirche Sainte-Eulalie: romanisches Kapitell
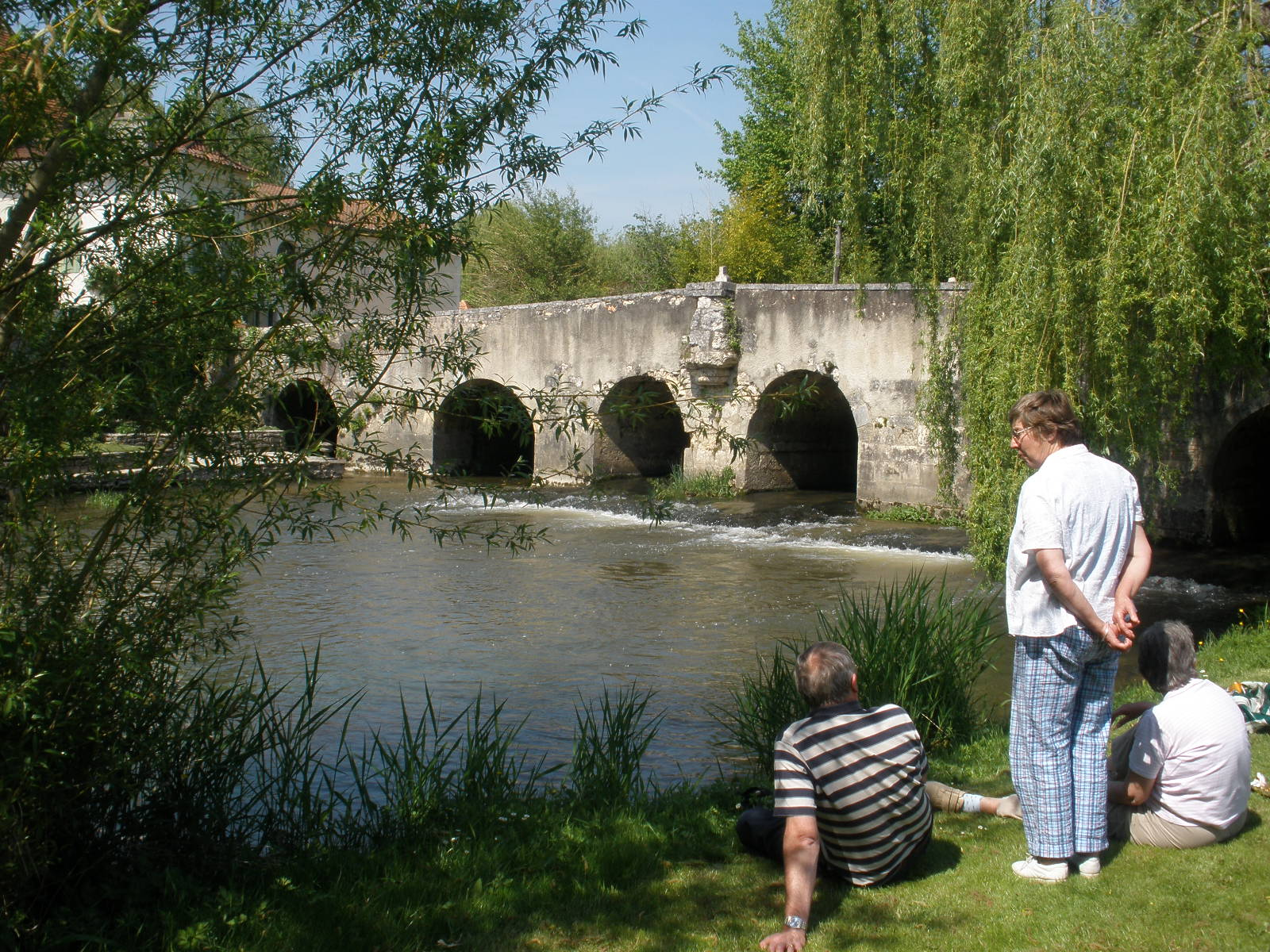
Brücke aus dem 13. Jahrhundert
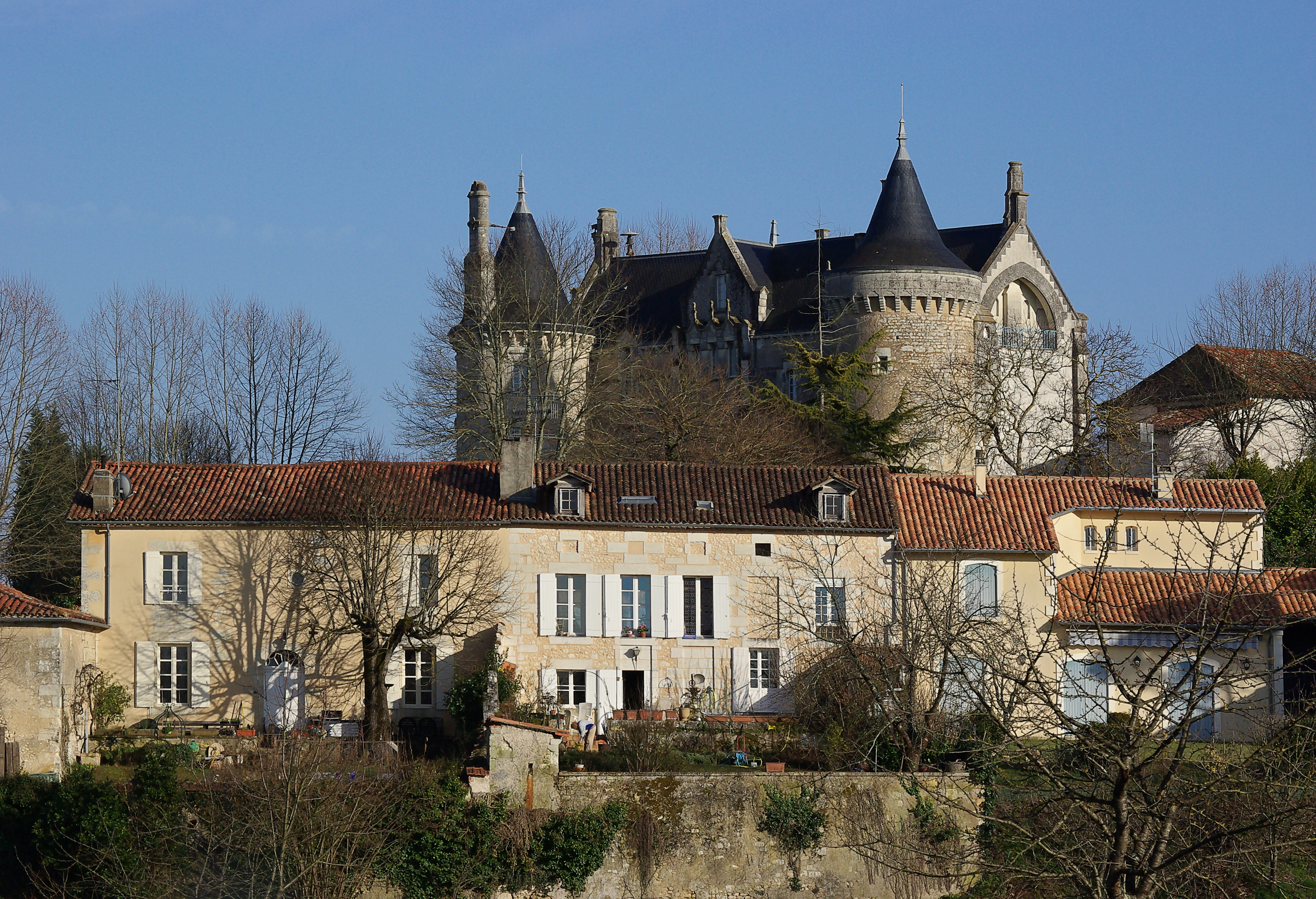
Schloss

## Persönlichkeiten
- Jean-Charles (1922–2003), Humorist und Schriftsteller, geboren in Saint-Aulaye